# OpenOffice Draw
OpenOffice Draw — векторний графічний редактор, за функціональністю зіставний із CorelDRAW, входить до складу офісного пакету OpenOffice. Застосунок включає повнофункціональні «конектори» між фігурами, які можуть використовувати різноманітні стилі ліній і дозволяють малювати креслення, наприклад блок-схеми.
Користувачі OpenOffice також можуть інсталювати Open Clip Art Library, яка містить величезну галерею прапорів, логотипів, ікон, і банерів для використання в презентаціях і малюнках. Зокрема дистрибутиви GNU/Linux Debian і Ubuntu містять пакети openclipart, для полегшення викачування і інсталяції з їх онлайнових репозітаріїв.

## Підтримка SVG
Зі зростанням популярності відкритого стандарту векторної графіки SVG, здатність OpenOffice.org Draw імпортувати і експортувати формат SVG стає все важливішою.
На сьогодні OpenOffice.org офіційно підтримує експорт у формат SVG, проте з деякими обмеженнями, які незабаром будуть усунуті .
Фільтр імпорту SVG [Архівовано 21 лютого 2012 у WebCite], проте, знаходиться все ще у стадії розробки і вимагає наявності Java-машини для роботи. У міру еволюції і завершеності фільтрів SVG, користувачі дістануть можливість використовувати Draw для редагування великої колекції прикладів SVG з Open Clip Art Library, замість того, щоб використовувати тільки растрову графіку або інші редактори SVG.

## Виноски
1. ↑  Архівована копія. Архів оригіналу за 21 лютого 2012. Процитовано 29 квітня 2008.{{cite web}}:  Обслуговування CS1: Сторінки з текстом «archived copy» як значення параметру title (посилання)